# NK Rugvica Sava 1976
NK Rugvica Sava 1976 je nogometni klub iz mjesta Rugvica. Trenutačno se natječe u 4. NL Središte Zagreb.